# Moggridgea breyeri
Moggridgea breyeri är en spindelart som beskrevs av Hewitt 1915. Moggridgea breyeri ingår i släktet Moggridgea och familjen Migidae. Inga underarter finns listade i Catalogue of Life.